# Liste von Jugendspielern von Aarhus GF
Die Liste von Jugendspielern von Aarhus GF umfasst Fußballspieler, die seit der Vereinsgründung 1880 Mitglied in den Jugendmannschaften von Aarhus GF waren.

## Spieler
- Name: Nennt den Namen des Spielers.
- Nat.: Nennt die Nationalität unter der der Spieler bspw. bei der FIFA geführt wird (bei zwischenzeitlichen Nationenwechseln/Verbandswechseln immer die letzte angeben).
- Position: Nennt die Position des Spielers, die er vorrangig gespielt hat ohne Spezialisierungen wie Innen-, Außen- etc., da diese vor allem im Jugendbereich öfters wechseln.
- Altersklassen: Nennt die Altersklassen, in denen der Spieler im Verein angehört hat sowie die zugehörigen Zeiträume sofern bekannt.
- Erreichte Titel: Nennt eventuelle gewonnene Jugendtitel wie Meisterschaften, Pokalsiege, Youth League etc.
- Wechsel zu: Nennt die erste Station nach dem Verlassen des Nachwuchsbereiches des Vereins.

Hinweis: Aufgenommen werden nur Spieler, die durch ihre spätere Laufbahn unsere Relevanzkriterien erfüllen. Sortiert sind die Spieler standardmäßig alphabetisch.
| Spieler                | Nat.                             | Position          | Vorverein                    | Altersklassen                                | Erreichte Titel | Wechsel zu            | TM.de |
| ---------------------- | -------------------------------- | ----------------- | ---------------------------- | -------------------------------------------- | --------------- | --------------------- | ----- |
| John Amdisen           | Danemark                         | Abwehrspieler     |                              | –12/1952: U19                                |                 | Aarhus GF             |       |
| Leon Andreasen         | Danemark                         | Mittelfeldspieler | Hammel GF                    | 11/1999–06/2001: U19                         |                 | Aarhus GF             |       |
| Tommy Bechmann         | Danemark                         | Stürmer           | Hjortshøj Egå Idrætsforening | –06/1996: U19                                |                 | Skovbakken Aarhus U19 |       |
| Jørn Bjerregaard       | Danemark                         | Mittelfeldspieler |                              | –12/1961: U19                                |                 | Aarhus GF             |       |
| Oskar Buur             | Danemark                         | Abwehrspieler     | FC Skanderborg               | –02/2015: U19                                |                 | Aarhus GF             |       |
| Steffen Ernemann       | Danemark Deutschland             | Mittelfeldspieler | Beder-Malling IF             | 01/2000–06/2001: U19                         |                 | Aarhus GF             |       |
| Henry From             | Danemark                         | Torwart           |                              | –12/1944: U19                                |                 | Aarhus GF             |       |
| Søren Holdgaard        | Danemark                         | Abwehrspieler     |                              | –06/1992: U19                                |                 | Randers FC            |       |
| Aage Rou Jensen        | Danemark                         | Abwehrspieler     |                              | –06/1941: U19                                |                 | Aarhus GF             |       |
| John Jensen            | Danemark                         | Stürmer           |                              | –12/1954: U19                                |                 | Aarhus GF             |       |
| Allan Kierstein Jepsen | Danemark                         | Abwehrspieler     | Brøndby IF                   | –06/1996: U19                                |                 | Aarhus GF             |       |
| Nocko Joković          | Danemark                         | Stürmer           |                              | –06/1992: U19                                |                 | Aarhus GF             |       |
| Jens Jønsson           | Danemark                         | Abwehrspieler     | Lyseng IF                    | –12/2011: U19                                |                 | Aarhus GF             |       |
| Martin Jørgensen       | Danemark                         | Abwehrspieler     | IF Midtjurs                  | –07/1992: U19                                |                 | Aarhus GF             |       |
| Sanel Kapidžić         | Danemark Bosnien und Herzegowina | Stürmer           | Galten fS                    | –12/2008: U19                                |                 | Aarhus GF             |       |
| Per Knudsen            | Danemark                         | Abwehrspieler     |                              | –12/1942: U19                                |                 | Aarhus GF             |       |
| Michael Lumb           | Danemark                         | Abwehrspieler     | Aarhus KFUM                  | 1998–07/2004: Jugend 07/2004–12/2005: U19    |                 | Aarhus GF             |       |
| Emil Lyng              | Danemark                         | Abwehrspieler     | Kolding IF                   | –12/2007: U19                                |                 | Aarhus GF             |       |
| Martin Nielsen         | Danemark                         | Abwehrspieler     | IF AIA-Tranbjerg             | 07/1988–06/1990: Jugend 07/1990–06/1992: U19 |                 | Aarhus GF             |       |
| Jørgen Olesen          | Danemark                         | Mittelfeldspieler |                              | –12/1942: U19                                |                 | Aarhus GF             |       |
| Kasper Povlsen         | Danemark                         | Mittelfeldspieler | Dronningborg BK              | 2003–07/2007: Jugend 07/2007–12/2007: U19    |                 | Aarhus GF             |       |
| Morten Rasmussen       | Danemark                         | Abwehrspieler     | Tilst ST                     | –01/2002: U19                                |                 | Aarhus GF             |       |
| Mads Rieper            | Danemark                         | Abwehrspieler     |                              | 1979–1991: div. Jugend                       |                 | Aarhus GF             |       |
| Marc Rieper            | Danemark                         | Abwehrspieler     |                              | 1973–1988: div. Jugend                       |                 | Aarhus GF             |       |
| Jonas Thorsen          | Danemark                         | Abwehrspieler     | Hjortshöj-Egaa IF            | –01/2009: U19 01/2009–07/2009: Jugend        |                 | Viborg FF             |       |
| Lasse Vibe             | Danemark                         | Stürmer           | IF AIA-Tranbjerg             | –07/2006: U19 07/2006–01/2007: Jugend        |                 | Aarhus GF             |       |